# 야쓰시로군

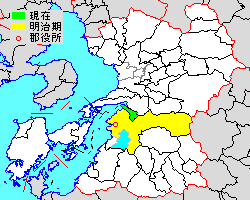
야쓰시로 군의 위치

야쓰시로군(일본어: 八代郡, やつしろぐん)은 일본 구마모토현의 군이다.
인구 10,087명, 면적 33.36km², 인구밀도 302명/km².(2025년 5월 1일, 추계인구)
한 개의 정으로 이루어져 있다.
- 히카와정(氷川町)

## 역사
- 2005년 8월 1일 - 가가미정·센초정·이즈미촌·사카모토촌·도요촌이 야쓰시로시와 합병해 야쓰시로시가 되었다.
- 2005년 10월 1일 - 미야하라정·류호쿠정이 합병해 히카와정이 되었다.